# Droga wojewódzka nr 191
Droga wojewódzka nr 191 (DW191) – droga wojewódzka w zachodniej części Polski w województwie wielkopolskim z Chodzieży przez Szamocin do drogi DW242 w kierunku Wyrzyska o długości 31 km. Przebiega przez powiaty: chodzieski i wągrowiecki.

## Miejscowości leżące przy trasie DW191
- Chodzież
- Rataje
- Zacharzyn
- Strzelczyki
- Nadolnik
- Szamocin
- Szamoty
- Sokolec
- Lipa